# Monomorphina costata
Monomorphina costata is een soort in de taxonomische indeling van de Euglenozoa. Deze micro-organismen zijn eencellig en meestal rond de 15-40 mm groot. Het organisme komt uit het geslacht Monomorphina en behoort tot de familie Euglenaceae. Monomorphina costata werd in 2003 ontdekt door Conrad Marin & Melkonian in Marin.